# Diplohimas fulvithorax
Diplohimas fulvithorax är en stekelart som beskrevs av Dmitriy R. Kasparyan och Ruiz-cancino 2005. Diplohimas fulvithorax ingår i släktet Diplohimas och familjen brokparasitsteklar. Inga underarter finns listade i Catalogue of Life.